# Claus-Achim Eschke
Claus-Achim Eschke (* 5. Dezember 1931 in Ratzeburg; † 12. Januar 2013 in Lübeck) war ein deutscher Reeder und Honorarkonsul.

## Leben
Nach dem Schulbesuch in Lübeck machte Eschke ab 1952 eine Ausbildung zum Schifffahrtskaufmann bei der Poseidon Schiffahrt AG, später Finnlines Deutschland AG. 1959 wurde er Prokurist, später Geschäftsführer und Vorstandsvorsitzender des Unternehmens.
Er erweiterte den Finnland-Verkehr des Unternehmens und setzte sich für den Ausbau der Lübecker Hafenanlagen ein, insbesondere den Nordlandkai in Lübeck und den Skandinavienkai in Travemünde.
Eschke war Gründungsmitglied und von 1989 bis 1991 Präsident der Deutsch-Finnischen Handelskammer und Vorsitzender der Deutsch-Finnischen Vereinigung, Mitglied der Vereinigung Lübecker Schiffsmakler und Schiffsagenten und der Lübecker Seehafenbetriebe.
In der Industrie- und Handelskammer zu Lübeck war er 1975 bis 1997 Vizepräses und Mitglied des Präsidiums.

## Anerkennungen
- 1974 wurde er zum finnischen Honorarkonsul ernannt.
- Für seine Verdienste um die Zusammenarbeit im Ostseeraum erhielt er am 28. Mai 1984 das Ritterkreuz 1. Klasse des Finnischen Ordens der Weißen Rose.
- Am 26. November 1991 erhielt er das Verdienstkreuz am Bande des Verdienstordens der Bundesrepublik Deutschland.
- 2001 zeichnete ihn die Hansestadt Lübeck mit der Gedenkmünze Bene Merenti aus.[3]